# Grantsburg
Grantsburg is een plaats (village) in de Amerikaanse staat Wisconsin, en valt bestuurlijk gezien onder Burnett County.

## Demografie
Bij de volkstelling in 2000 werd het aantal inwoners vastgesteld op 1369. In 2006 is het aantal inwoners door het United States Census Bureau geschat op 1436, een stijging van 67 (4,9%).

## Geografie
Volgens het United States Census Bureau beslaat de plaats een oppervlakte van 7,7 km², geheel bestaande uit land. Grantsburg ligt op ongeveer 291 m boven zeeniveau.

## Plaatsen in de nabije omgeving
De onderstaande figuur toont nabijgelegen plaatsen in een straal van 24 km rond Grantsburg.